# Maria Margarida de Bourbon
María Margarita de Jesús Vargas Santaella, (Caracas, 21 de outubro de 1983), duquesa de Anjou, é a esposa do atual pretendente legitimista ao trono de França, Luís Afonso de Bourbon (Luís XX, para os legitimistas), sendo mais comumente conhecida pelo nome dado pelos partidários de seu marido: Maria Margarida de Bourbon.

## Biografia
Maria Margarida é a filha mais nova do advogado e banqueiro venezuelano Víctor Vargas, presidente e proprietário do Banco Occidental del Descuento (B.O.D.), e de sua ex-esposa Carmen Leonor Santaella Tellería. Seu pai é descendente do conquistador espanhol Alonso de Ojeda.
Maria Margarida viveu sua juventude em Caracas, Miami e as propriedades de seus pais em outros países.
Criada como católica, cursou a educação secundária em um colégio de freiras ursulinas, tendo se licenciado em pedagogia na Universidade Metropolitana de Caracas em 2002.
Maria Margarida é uma amazona de competição de saltos. Ela joga no nível profissional e corre com as cores de seu país natal. É também muito ativa no mundo associativo e trabalha em particular em iniciativas filantrópicas com a Cruz Vermelha e também com a Ordem Soberana de Malta.

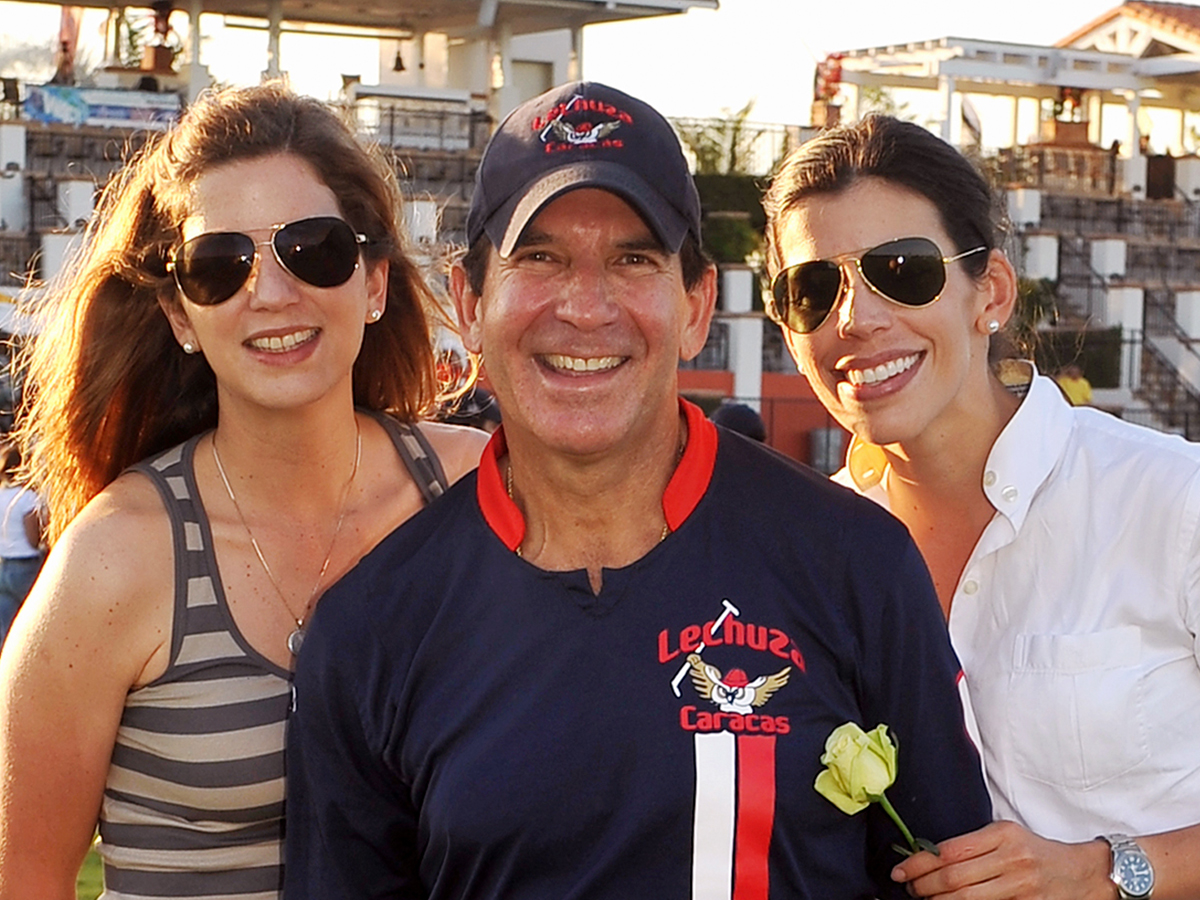
Maria Margarida com seu pai, Víctor Vargas, e sua irmã, María Victoria.

Durante o casamento de sua irmã mais velha, María Victoria, com Francisco Javier d'Agostino Casado, conheceu um grande amigo de seu novo cunhado, Luís Afonso de Bourbon, pretendente ao trono francês sob o nome de Luís XX e filho de Afonso de Bourbon, Duque de Anjou e Cádis. A partir deste encontro, os jovens iniciaram uma relação estreita, a qual culminaria na união matrimonial do casal aos 6 de novembro de 2004. A cerimônia religiosa ocorreu em La Romana, na República Dominicana.

Brasão de armas de Maria Margarida como Rainha-Consorte de França e Navarra.

Desde este acontecimento, coberto pelos meios de comunicação hispânicos e pela imprensa francesa, ela, o marido e os filhos têm sido ocasionalmente pautados em artigos relativos à sua vida familiar. Entre os jornais e revistas espanhóis especializados na elite mundial, ¡Hola! é o que mais dedica artigos ao casal.
Em 2010, ela declarou: “Em França não há monarquia. Meu marido, nós, somos a representação de uma instituição. Disso a ser rainha, há um espaço. […] Se um dia houvesse um trono em França, eu cumpriria com prazer as minhas obrigações, mas não creio que algo assim aconteça." Está regularmente presente, ao lado do marido, nas cerimônias comemorativas na Basílica de São Dionísio, em São Luís dos Inválidos ou na Catedral de Versalhes.
Em 2012, Maria Margarida de Bourbon adquiriu a nacionalidade francesa.

## Descendência
De sua união com o Duque de Anjou nasceram:
1. Eugênia de Jesus de Bourbon (Miami, Estados Unidos, 5 de março de 2007), atual Madame Real, batizada em 1 de junho do mesmo ano pelo núncio apostólico na França, Fortunato Baldelli (posteriormente cardeal), na nunciatura apostólica de Paris;[11]
2. Luís de Jesus de Bourbon (Nova Iorque, Estados Unidos, 28 de maio de 2010), intitulado Delfim de França e Duque da Borgonha por seu pai ao nascer;[12]
3. Afonso de Jesus de Bourbon (Nova Iorque, Estados Unidos, 28 de maio de 2010), o gêmeo mais novo, intitulado Duque de Berry por seu pai ao nascer.[12] Os gêmeos foram batizados em 5 de setembro do mesmo ano por Dom Angelo Cardeal Comastri, vigário-geral do Papa Bento XVI, na Basílica de São Pedro, no Vaticano;
4. Henrique de Jesus de Bourbon (Nova Iorque, Estados Unidos, 1 de fevereiro de 2019),[13] intitulado Duque de Turene.

## Títulos e honras

### Títulos
Os títulos usados pelos membros da Casa de Bourbon não têm existência legal na República Francesa e são considerados títulos de cortesia concedidos pelo chefe da casa.
- Desde 6 de novembro de 2004: Sua Alteza Real, a Duquesa de Anjou.

### Condecorações
- Senhora Grã-Cruz de Honra e Devoção da Ordem Soberana e Militar Hospitalária de São João de Jerusalém, de Rodes e de Malta (25 de junho de 2016).